# Лейбермустер

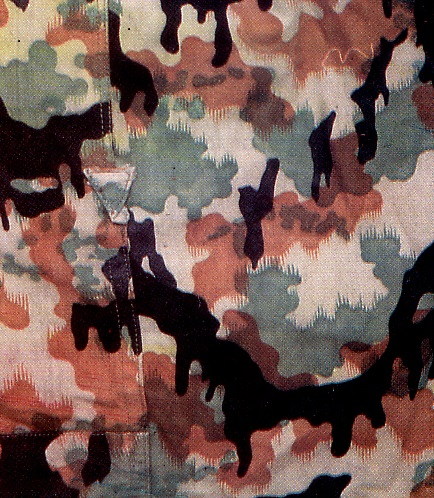
Оригинальный рисунок камуфляжа «лейбермустер»

Лейбермустер (нем. Leibermuster — «узор Лейбера») — германская модель камуфляжа, впервые применённая в 1945 году. Он был последним из семейства немецких камуфляжей периода Второй мировой войны.

## История

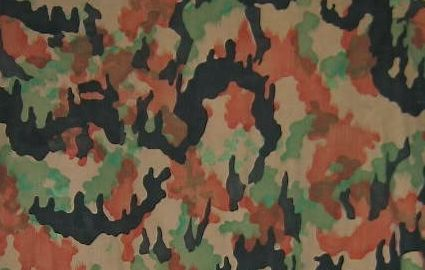
Бундесверовский лейбермустер 1955 года

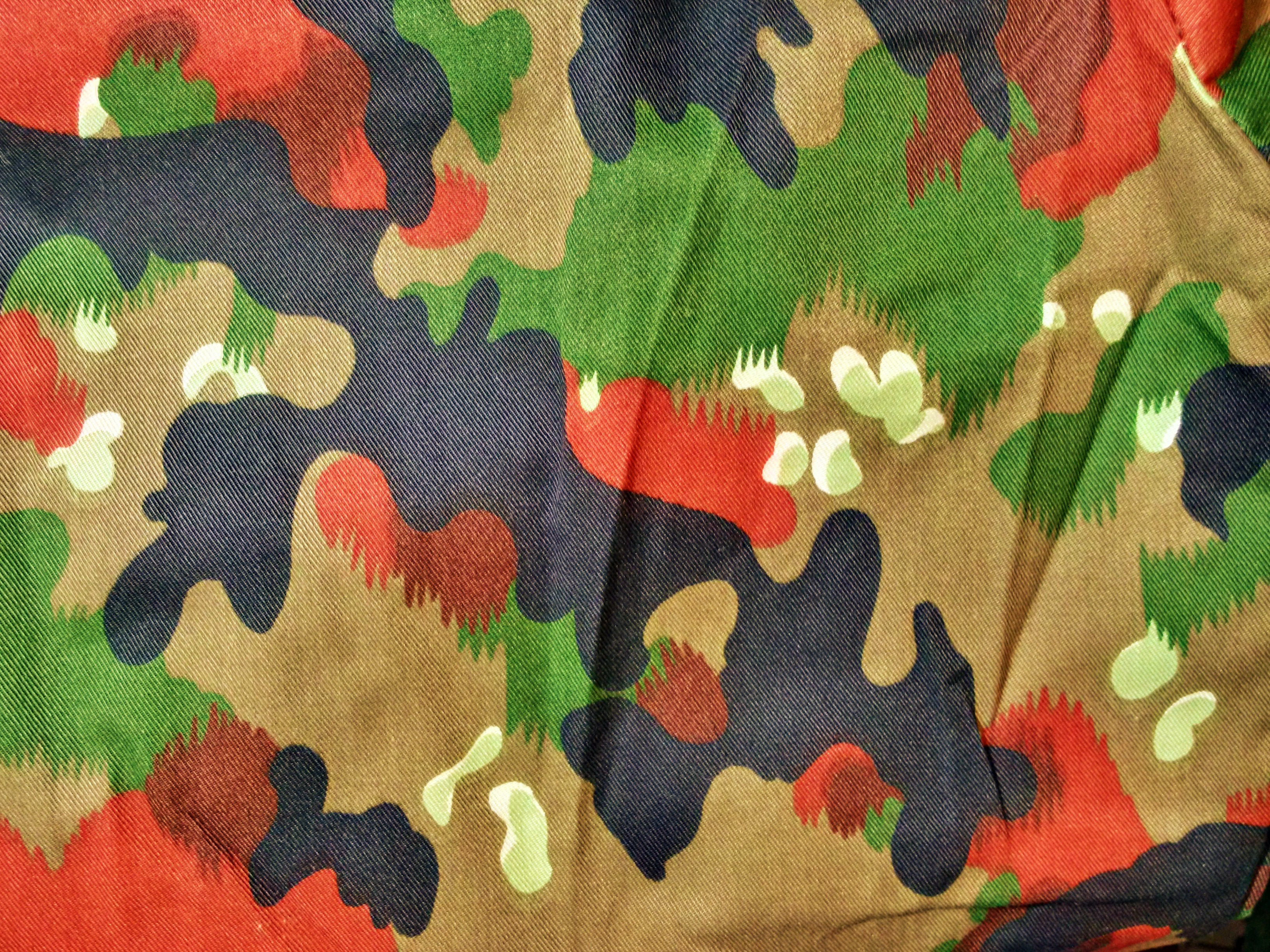
Швейцарский камуфляж Taz83

Согласно докладу квартирмейстера армии США Фрэнсиса Ричардсона, камуфляж был разработан профессором Иоганном Георгом Шиком, который разработал камуфляжную форму для Waffen-SS с 1937 года. Однако название «лейбермустер» восходит к инженеру Хельмуту Лейберу из Фрайбурга, который совместно с компанией Schlieper & Baum A.G., Wuppertal-Elberfeld владел двумя патентами на производство двух камуфляжей. Название Leibermuster было официальным — названия всех других немецких камуфляжных рисунков — неофициальные. 
Лейбермустер должен был заменить все остальные немецкие камуфляжи как в вермахте, так и в войсках СС. Камуфляж был произведён в очень ограниченном количестве до окончания войны и не успел получить широкого распространения.
После окончания войны несколько похожий на лейбермустер камуфляж дубы (чеш. duby) производился в Чехословакии с 1950-х по 1970-е годы. Между тем, эти рисунки имеют сходство только в используемых цветах, но фактически были разными по строению.
В 1950-е переработанный камуфляж лейбермустер под названием «бундесверовский лейбермустер» предлагался в качестве единого рисунка для формы войск Европейского оборонительного сообщества. Костюм лейбермутер был изготовлен в соответствии с немецкими спецификациями в Бельгии компаниями RAKA и K.-H. в 1955 году, а затем показан на презентации новой формы бундесвера в июне 1955 года на пресс-конференции. Бельгийская армия заказала 20 000 комплектов формы, но отозвала заказ после срыва создания ЕОС. В 1956 году бельгийская армия получила камуфляжный костюм с модифицированным британским рисунком.
Кроме того, сходство с лейбермустером имеет швейцарский камуфляж Taz83, имевший более яркую долю красного цвета. Чёрная углеродная краска использовалась для обеспечения слияния контуров солдата в инфракрасном свете. Данный вариант камуфляжа получил названием «альпийский камуфляж». Шаблон камуфляжа был заменен в 1990-х годах новым рисунком Taz90, в котором красный цвет отсутствовал.
Рисунок наносился на ткань специальной светопоглощающей краской, которая также снижала ИК излучение. Сам по себе рисунок включал в себя шесть цветов: чёрный, коричневый, оливковый, светло-зелёный, белый, красный. Сама структура камуфляжа такова: на белом фоне печатаются пятна оливкового цвета, затем идёт зелёный цвет, сделанный «под листву», после него накладываются красно-коричневые вкрапления, а завершают это всё чёрные «потёки».  Образец предназначен для обеспечения некоторой маскировки в инфракрасном диапазоне .